# Santi Teresa e Giovanni della Croce dei Carmelitani
Santa Teresa e San Giovanni della Croce dei Carmelitani var en kyrkobyggnad i Rom, helgad åt de heliga Teresa av Ávila och Johannes av Korset. Kyrkan var belägen vid Piazza del Monte di Pietà i Rione Regola. 

## Kyrkans historia
Kardinal Maffeo Barberini, sedermera påve Urban VIII, lät på 1600-talet uppföra ett stort palats vid Via dei Giubbonari. Bland arkitekterna återfinns Carlo Maderno och Flaminio Ponzio. År 1630 övergick palatset till Taddeo Barberini, som bland annat lät konstruera en storslagen vestibul med tolv kolonner i granito orientale. Palatset förblev i Barberini-ättens ägo fram till 1734, då det såldes till de oskodda karmeliternas generalkuria. Karmeliterna byggde om vestibulen till en kyrka och helgade den åt ordenshelgonen Teresa av Ávila och Johannes av Korset. Redan 1759 flyttade orden sin generalkuria till Palazzo Rocci vid Via di Monserrato. Barberini-palatset införskaffades då av välgörenhetsinrättningen Monte di Pietà, som lät dekonsekrera och riva kyrkan. I samband med ordens flytt till Via di Monserrato uppfördes därstädes den lilla kyrkan Santa Teresa. Till den nya kyrkan överfördes bland annat målningar av Gaspare Serinari och Giuseppe Peroni samt en kopia av en målning av Carlo Maratta.